# جورج ألبيرتو روخاس
جورج ألبيرتو روخاس (10 يناير 1977 بماردة في فنزويلا - ) (بالإسبانية: Jorge Alberto Rojas Méndez) هو لاعب كرة قدم فنزويلي في مركز الدفاع. شارك مع منتخب فنزويلا لكرة القدم. أما مع النوادي، فقد لعب مع أتلتيكو ناسيونال وأمريكا دي كالي وبوكا جونيورز وديبورتيفو تاشيرا ومينيروس دو غويانا ونادي إيميلك ونادي كاراكاس ونيويورك ريد بولز وأتلتيكو ماراكايبو ‏ ويونيفرسيداد دي لوس أنديز وMetropolitanos F.C. ‏ وAragua F.C. ‏ وإستوديانتس دي ماردة ‏.

## روابط خارجية
- جورج ألبيرتو روخاس على موقع الدوري الأمريكي (الإنجليزية)
- جورج ألبيرتو روخاس على موقع ناشيونال فوتبول تيمز (الإنجليزية)
- جورج ألبيرتو روخاس على موقع Soccerway.com (الإنجليزية)
- جورج ألبيرتو روخاس على موقع AS.com (الإسبانية)